# Graphium idaeoides
Espèce
Statut de conservation UICN

 VU  : Vulnérable
Graphium idaeoides est une espèce de lépidoptères de la famille des Papilionidae, à la sous-famille des Papilioninae et au genre Graphium. L'espèce est endémique des Philippines.

## Description de l'imago
Graphium idaeoides est un grand papillon blanc et noir. L'espèce est mimétique de Idea leuconoe.

## Répartition et habitat
Graphium idaeoides est endémique de l'est des Philippines et a été repéré sur les îles de Luçon, Samar, Leyte et Mindanao. L'espèce vit dans les forêts tropicales humides de l'archipel.

## Systématique
Cette espèce a été décrite pour la première fois par William Chapman Hewitson en 1853, dans Illustrations of new species of exotic butterflies, sous le nom Papilio idaeoides.